# Úhradová vyhláška
Úhradová vyhláška je prováděcí právní předpis vydávaný Ministerstvem zdravotnictví, který stanoví parametry úhrad zdravotních služeb z prostředků veřejného zdravotního pojištění, tedy výši finančních prostředků, které poskytovatelé zdravotních služeb (např. nemocnice, lékařské ordinace či lázně) obdrží od zdravotních pojišťoven za hrazené zdravotní služby poskytnuté jejich pojištěncům.
Zákonné zmocnění Ministerstva zdravotnictví k vydání úhradové vyhlášky je zakotveno v § 17 odst. 5 zákona č. 48/1997 Sb., o veřejném zdravotním pojištění a o změně a doplnění některých souvisejících zákonů (dále jen „zákon o veřejném zdravotním pojištění“). Pro každý rok je vydávána nová úhradová vyhláška, a to na základě výsledků dohodovacího řízení mezi zástupci zdravotních pojišťoven a poskytovatelů zdravotních služeb. V roce 2025 je platná a účinná vyhláška č. 314/2024 Sb., o stanovení hodnot bodu, výše úhrad za hrazené služby a regulačních omezení pro rok 2025 (dále jen „úhradová vyhláška pro rok 2025“).
Úhradová vyhláška tak určuje směřování finančních prostředků systému veřejného zdravotního pojištění, tvořených zejména pojistným, které v současnosti činí přibližně 530 mld. Kč.
|                                                       | Celkem 2024 | Celkem 2025 |
| ----------------------------------------------------- | ----------- | ----------- |
| celkem na zdravotní péči                              | 498 391     | 514 964     |
| na ambulantní péči                                    | 135 243     | 140 704     |
| na lůžkovou péči                                      | 284 431     | 291 718     |
| z toho náklady na centrové léky                       | 36 023      | 39 805      |
| na léky na recept a zdravotnické prostředky na poukaz | 60 972      | 64 471      |

## Předmět úpravy úhradové vyhlášky
Samotný rozsah a podmínky, za nichž jsou ze zdravotního pojištění hrazeny zdravotní služby, stanoví zákon o veřejném zdravotním pojištění. Úhradová vyhláška poté upravuje výši úhrad těchto hrazených služeb, přičemž „úhradu“ lze definovat jako cenu regulovanou vzorcem či vzorci pro její výpočet, a to ve vztahu ke konkrétní zdravotní pojišťovně a konkrétnímu poskytovateli.
Úhradová vyhláška stanoví výši úhrad hrazených služeb poskytovaných jak tuzemským pojištěncům, tak zahraničním pojištěncům, kteří mají právo na poskytnutí hrazených služeb zejména na základě tzv. koordinačních nařízení Evropské unie či mezinárodních smluv, v souladu s § 2 odst. 1 zákona o veřejném zdravotním pojištění.
Dikcí § 17 odst. 5 zákona o veřejném zdravotním pojištění předmět úpravy úhradové vyhlášky tvoří hodnoty bodu, výše úhrad hrazených služeb, výše záloh na úhradu hrazených služeb a regulační omezení.

### Hodnoty bodu
Hodnoty bodu vyhláška stanoví pro zdravotní výkony vymezené ve vyhlášce č. 134/1998 Sb., kterou se vydává seznam zdravotních výkonů (dále jen „seznam výkonů“). Seznam výkonů obsahuje jednotlivé zdravotní výkony, jejich bodové hodnoty a pravidla pro jejich vykazování. Nutno podotknout, že seznam výkonů slouží pouze k popisu poskytnutých hrazených služeb, nikoliv k rozlišení péče na hrazenou a nehrazenou, což náleží primárně zákonu o veřejném zdravotním pojištění.
Úhrada, již poskytovatel zdravotních služeb obdrží za provedený výkon, se poté rovná součinu bodové hodnoty, kterou stanoví seznam výkonů, a hodnoty bodu, kterou stanoví úhradová vyhláška. Hodnoty bodu úhradová vyhláška stanoví typicky dvěma způsoby, buď přímo pro konkrétní výkon, nebo pro určitou odbornost poskytovatele, který výkon provedl.

### Výše úhrad hrazených služeb
V některých případech však úhradová vyhláška stanoví výši úhrad hrazených služeb i přímo, nikoliv prostřednictvím hodnoty bodu. Takový způsob úpravy je používán zejména u hrazených služeb, které nejsou zakotveny v seznamu výkonů, avšak uplatňuje se i v některých dalších případech.
Typickým příkladem tohoto modelu jsou hrazené služby v oboru zubní lékařství, kde jednotlivé zdravotní výkony vymezuje přímo úhradová vyhláška, která zároveň stanoví konkrétní výši jejich úhrady a její podmínky (označená jako regulační omezení).
Dále jej lze ilustrovat též na hrazených službách v oboru ambulantní gynekologie, v němž vyhláška stanoví pevné úhrady (tzv. balíčkové úhrady) za péči o těhotné pojištěnky v jednotlivých trimestrech či za hrazené služby asistované reprodukce (výkony IVF), jelikož postrádají zakotvení v seznamu výkonů.
Pro ambulantní péči úhradová vyhláška také zakotvuje navýšení úhrady za klinické vyšetření, která je v některých případech zakotvena v seznamu výkonů (výkony č. 09543, 09555, 09556 a 09557), avšak pro primární péči (tj. pro praktické lékařství, zubní lékařství a ambulantní gynekologii) úhradová vyhláška stanoví úhradu přímo, nikoliv hodnotou bodu.
V neposlední řadě jsou pevnou částkou hrazeny některé konkrétní zdravotní výkony, např. výdej léčivého přípravku (výkon č. 09552) či ošetření osoby ve výkonu zabezpečovací detence, vazby nebo trestu odnětí svobody (výkon č. 09990).

### Výše záloh na úhradu hrazených služeb
Zdravotní pojišťovna zpravidla poskytovateli úhradu za hrazené služby poskytne po skončení hodnoceného období, avšak v některých případech úhradová vyhláška zakotvuje povinnost zdravotní pojišťovny poskytnout poskytovateli také zálohu na úhradu hrazených služeb, kterou vyhláška označuje jako měsíční předběžnou úhradu. Výše měsíční předběžné úhrady typicky odpovídá jedné dvanáctině předpokládané úhrady za hodnocené období. Zálohy za hodnocené období zdravotní pojišťovny finančně vypořádají v rámci celkového finančního vypořádání, včetně regulačních omezení, a to nejpozději do 150 či 180 dnů po dni skončení hodnoceného období.

### Regulační omezení
Výši úhrad hrazených služeb však úhradová vyhláška rovněž limituje, a to prostřednictvím tzv. regulačních omezení, která byla do jejího zákonného zmocnění v § 17 odst. 5 zákona o veřejném zdravotním pojištění včleněna s účinností od 1. 4. 2006 novelizačním zákonem č. 117/2006 Sb. Regulační omezení opravňují zdravotní pojišťovny v konkrétním případě úhradu snížit (jinými slovy uplatnit regulační srážku) v určité výši nebo do stanovené výše, a to typicky pokud zdravotní pojišťovna zjistí při kontrole odchylky od pravidel ve vykazování, nebo pokud průměrná úhrada za vymezené hrazené služby u daného poskytovatele určitou měrou převýší celostátní průměrnou úhradu.

### Hodnocené a referenční období
Z hlediska předmětu úpravy úhradové vyhlášky jsou klíčové rovněž pojmy hodnocené a referenční období.
Hodnocených obdobím se rozumí kalendářní rok, v němž byly poskytnuty hrazené služby, jejichž úhrady vyhláška stanoví. Jinak řečeno, např. pro účely úhradové vyhlášky pro rok 2025 je hodnoceným obdobím rok 2025.
Referenčním obdobím se rozumí kalendářní rok, jehož objem hrazených služeb a objem finančních prostředků vydaných na tyto služby je výchozí hodnotou pro stanovení úhrad pro hodnocené období. Zpravidla je jako referenční období určen kalendářní rok o dva roky předcházející hodnocenému období, tedy např. je-li hodnoceným obdobím rok 2025, bude referenčním obdobím rok 2023.

## Zákonné zmocnění a označení úhradové vyhlášky
Podle čl. 79 odst. 3 Ústavy mohou ministerstva na základě a v mezích zákona vydávat právní předpisy pod podmínkou, že je k tomu zákon zmocňuje. Zákonné zmocnění Ministerstva zdravotnictví k vydání úhradové vyhlášky je obsaženo v ustanovení § 17 odst. 5 zákona o veřejném zdravotním pojištění, které zní:
„Nestanoví-li tento zákon jinak, hodnoty bodu, výše úhrad hrazených služeb, výši záloh na úhradu hrazených služeb a regulační omezení se vždy na následující kalendářní rok dohodnou v dohodovacím řízení zástupců Všeobecné zdravotní pojišťovny České republiky a ostatních zdravotních pojišťoven a příslušných profesních sdružení poskytovatelů jako zástupců smluvních poskytovatelů. Svolavatelem dohodovacího řízení je Ministerstvo zdravotnictví. Dojde-li k dohodě, posoudí její obsah Ministerstvo zdravotnictví z hlediska souladu s právními předpisy a veřejným zájmem. Je-li dohoda v souladu s právními předpisy a veřejným zájmem, vydá ji Ministerstvo zdravotnictví jako vyhlášku. Nedojde-li v dohodovacím řízení k dohodě do 30. 6. příslušného kalendářního roku nebo shledá-li Ministerstvo zdravotnictví, že tato dohoda není v souladu s právními předpisy nebo veřejným zájmem, stanoví hodnotu bodu, výši úhrad hrazených služeb, výši záloh na úhradu hrazených služeb a regulační omezení na následující kalendářní rok Ministerstvo zdravotnictví vyhláškou v termínu do 31. října kalendářního roku. Vyhláška podle věty čtvrté a páté se použije, pokud se poskytovatel a zdravotní pojišťovna za podmínky dodržení zdravotně pojistného plánu zdravotní pojišťovny nedohodnou o způsobu úhrady, výši úhrady, výši záloh na úhradu hrazených služeb a regulačních omezeních jinak.“
Samotný pojem „úhradová vyhláška“ je spíše hovorového charakteru a postrádá oporu v právních předpisech, avšak jedná se o dlouhodobě ustálené a široce používané označení. Plný název úhradové vyhlášky, v souladu s jejím výše citovaným zákonným zmocněním v § 17 odst. 5 zákona o veřejném zdravotním pojištění, zní „vyhláška o stanovení hodnot bodu, výše úhrad za hrazené služby a regulačních omezení,“ přičemž nad rámec citovaného názvu úhradová vyhláška stanoví rovněž výši záloh na úhradu hrazených služeb.

## Průběh tvorby úhradové vyhlášky
Úhradovou vyhlášku vydává každoročně Ministerstvo zdravotnictví, a to na následující kalendářní rok. Primárním způsobem určení výše uvedených úhradových parametrů (hodnot bodu, výše úhrad hrazených služeb, výše záloh na úhradu hrazených služeb a regulačních omezení) je jejich dohodnutí v dohodovacím řízení mezi zástupci zdravotních pojišťoven a zástupci profesních sdružení poskytovatelů zdravotních služeb. Až v případě, že se účastníci dohodovacího řízení v dané skupině poskytovatelů zdravotních služeb (tj. v daném segmentu) nedohodnou, stanoví parametry úhrad Ministerstvo zdravotnictví.

### Dohodovací řízení
Dohodovací řízení je institutem pro stanovení úhradových parametrů (hodnot bodu, výše úhrad hrazených služeb apod.), jehož účastníky jsou zástupci zdravotních pojišťoven a zástupci profesních sdružení poskytovatelů zdravotních služeb. Dohodovací řízení každoročně svolává Ministerstvo zdravotnictví a probíhá od ledna do června, za předsednictví určité zdravotní pojišťovny či profesního sdružení poskytovatelů. Pravidla pro jednání v dohodovacím řízení a práva a povinnosti jeho účastníků blíže upravuje Jednací řád dohodovacího řízení. 
Zdravotní pojišťovny reprezentují zástupci Všeobecné zdravotní pojišťovny ČR zástupci Svazu zdravotních pojišťoven ČR, v němž se sdružují zaměstnanecké zdravotní pojišťovny, tj. zdravotní pojišťovny resortní, oborové, podnikové a další, jimiž jsou v současnosti Vojenská zdravotní pojišťovna ČR; Česká průmyslová zdravotní pojišťovna; Oborová zdravotní pojišťovna zaměstnanců bank, pojišťoven a stavebnictví; Zaměstnanecká pojišťovna Škoda; Zdravotní pojišťovna Ministerstva vnitra ČR a RBP, zdravotní pojišťovna (dříve Revírní bratrská pokladna).
Z profesních sdružení poskytovatelů zdravotních služeb lze jmenovat kupříkladu Asociaci nemocnic ČR, Asociaci českých a moravských nemocnic, Sdružení praktických lékařů ČR, Zubohrad, z.s. nebo Sdružení ambulantních specialistů ČR.
Poskytovatelé zdravotních služeb se dělí do 14 skupin, v jejichž rámci probíhají jednání se zástupci zdravotních pojišťoven a také případné uzavření dohod:
- skupina poskytovatelů akutní lůžkové péče, dalších zdravotních služeb poskytovaných v nemocnicích a lékařské pohotovostní služby;
- skupina poskytovatelů následné lůžkové péče;
- skupina praktických lékařů a praktických lékařů pro děti a dorost;
- skupina poskytovatelů ambulantních stomatologických služeb;
- skupina poskytovatelů ambulantních gynekologických služeb;
- skupina poskytovatelů mimolůžkových ambulantních specializovaných služeb, vysokoškolsky vzdělaných pracovníků ve zdravotnictví (zejména klinických psychologů a klinických logopedů) a ortoptistů;
- skupina poskytovatelů ambulantní hemodialyzační péče;
- skupina poskytovatelů domácích zdravotních služeb;
- skupina poskytovatelů fyzioterapie – nelékařských profesí;
- skupina poskytovatelů mimolůžkových laboratorních a radiodiagnostických služeb;
- skupina poskytovatelů zdravotnické záchranné služby a přepravy pacientů neodkladné péče;
- skupina poskytovatelů zdravotnické dopravní služby;
- skupina poskytovatelů lázeňské léčebně rehabilitační péče;
- skupina poskytovatelů lékárenské a klinickofarmaceutické péče.

Oblasti hrazených služeb odpovídající výše uvedeným skupinám poskytovatelů zdravotních služeb jsou označovány také jako segmenty.
Dohodovací řízení probíhá ve 3 fázích, a to ve fázi přípravné, oponentní (schvalovací) a závěrečné, přičemž dohodu lze uzavřít v jakékoliv fázi.

### Legislativní proces
Vztah dohodovacího řízení a samotné úhradové vyhlášky vymezuje výše citované ustanovení § 17 odst. 5 zákona o veřejném zdravotním pojištění.
Pokud byla v daném segmentu v dohodovacím řízení uzavřena dohoda, Ministerstvo zdravotnictví její text implementuje do úhradové vyhlášky, přičemž dohodu přizpůsobí systematice vyhlášky a legislativním pravidlům. Shledá-li Ministerstvo zdravotnictví, že dohoda není zcela v souladu s veřejným zájmem nebo že její obsah odporuje právním předpisům, je-li to možné, upraví pouze daný parametr dohody a uvede jej v soulad s veřejným zájmem či s právními předpisy. Ministerstvo zdravotnictví tak kupříkladu může ve veřejném zájmu některé úhrady navýšit či vypustit podmínky diskriminující některé poskytovatele či pojištěnce.
Pokud daný segment v dohodovacím řízení nedospěl k dohodě, stanoví parametry úhrad hrazených služeb Ministerstvo zdravotnictví. V praxi však Ministerstvo zdravotnictví nestanovuje parametry úhrad zcela samo a jednostranně, nýbrž ve vysoké míře zohledňuje návrhy zástupců zdravotních pojišťoven a poskytovatelů zdravotních služeb z dohodovacího řízení, opět s ohledem na veřejný zájem.
Pojem veřejný zájem je blíže vymezen v § 17 odst. 2 zákona o veřejném zdravotním pojištění, a to jako „veřejným zájem na zajištění kvality a dostupnosti hrazených služeb, fungování systému zdravotnictví a jeho stability v rámci finančních možností systému veřejného zdravotního pojištění.“ Nicméně, nezávisle na této specifikaci zůstává „veřejný zájem“ ve smyslu zákona o veřejném zdravotním pojištění neurčitým právním pojmem, který je nutno interpretovat vždy ad hoc, s ohledem na konkrétní okolnosti a účel dané právní regulace.
Při tvorbě úhradové vyhlášky Ministerstvo zdravotnictví dále vychází zejména z analýz příjmů a výdajů systému veřejného zdravotního pojištění na základě údajů Ústavu zdravotnických informací a statistiky, Ministerstva financí a zdravotních pojišťoven.
Návrh úhradové vyhlášky prochází vnitřním, vnějším a meziresortním připomínkovým řízením, které se řídí Legislativními pravidly vlády. V rámci meziresortního připomínkového řízení k úhradové vyhlášce uplatňují připomínky zejména ministerstva, příslušné profesní komory (Česká lékařská komora, Česká stomatologická komora a Česká lékárnická komora) kraje, odborové organizace (Českomoravská konfederace odborových svazů) a organizace zaměstnavatelů (Unie zaměstnavatelských svazů). Jelikož se návrh úhradové vyhlášky zveřejňuje ve veřejné knihovně legislativního procesu, jsou její jednotlivé verze i v průběhu legislativního procesu veřejně dostupné, včetně připomínek uplatněných v meziresortním připomínkovém řízení a jejich vypořádání (záložka „Verze“ – „Verze do připomínkového řízení“ a „Verze pro jednání pracovních komisí“).
Součástí návrhu úhradové vyhlášky je též její odůvodnění (obdoba důvodové zprávy zpracovávané k návrhům zákonů).

### Publikace
Úhradová vyhláška musí být publikována ve Sbírce zákonů a mezinárodních smluv do 31. října roku předcházejícího tomu, pro který je úhradová vyhláška určena (tedy např. úhradová vyhláška pro rok 2026 musí být vydána do 31. října 2025).
Úhradová vyhláška je každoročně zveřejňována též na internetových stránkách Ministerstva zdravotnictví, společně se svým odůvodněním a dalšími doprovodnými dokumenty (metodickými doporučeními, výkladovými stanovisky apod.).

## Systematika úhradové vyhlášky
Úhradová vyhláška obsahuje úvodní ustanovení (v současnosti § 1 až 21), která stanoví její předmět úpravy, její působnost, definují základní pojmy a v neposlední řadě vymezují obsah jejich příloh. Právě tyto přílohy (v současnosti přílohy č. 1 až 13) obsahují klíčovou část úpravy úhradové vyhlášky, tedy hodnoty bodu, výše úhrad hrazených služeb, výše záloh na hrazené služby a regulační omezení, které stanoví buď slovně či prostřednictvím vzorců.
Přehled obsahu jednotlivých příloh k úhradové vyhlášce:
- příloha č. 1 – úhrada akutní lůžkové péče (včetně úhrad tzv. centrových léčiv[31]), následné lůžkové péče, dlouhodobé lůžkové péče, sociálně-zdravotní lůžkové péče, zvláštní ambulantní péče a zvláštní lůžkové péče;
- příloha č. 2 – úhrada zdravotní péče v oborech všeobecné praktické lékařství (odbornost 001 podle seznamu výkonů) a praktické lékařství pro děti a dorost (odbornost 002 podle seznamu výkonů);
- příloha č. 3 – úhrada specializované ambulantní péče a zdravotní péče v odbornostech 905, 919 a 927 podle seznamu výkonů;
- příloha č. 4 – úhrada ambulantní zdravotní péče v oboru gynekologie (odbornosti 603 a 604 podle seznamu výkonů);
- příloha č. 5 – úhrada ambulantní zdravotní péče v tzv. vyjmenovaných odbornostech (odbornosti 222, 801, 802, 806 až 810, 812 až 818 a 823 podle seznamu výkonů), včetně poskytovatelů laboratorních a radiodiagnostických služeb;
- příloha č. 6 – úhrada ambulantní a domácí péče v odbornostech 914, 916, 921, 925 a 926 podle seznamu výkonů;
- příloha č. 7 – úhrada ambulantní zdravotní péče v oborech fyzioterapie (odbornost 902 podle seznamu výkonů) a ergoterapie (odbornost 917 podle seznamu výkonů);
- příloha č. 8 – úhrada ambulantní hemodialyzační péče;
- příloha č. 9 – koeficienty poměru počtu pojištěnců jednotlivých zdravotních pojišťoven v jednotlivých okresech, krajích a regionech;
- příloha č. 10 – skupiny vztažené k diagnóze podle Klasifikace CZ-DRG s relativními váhami těchto skupin (pro účely úhrad akutní lůžkové péče);
- příloha č. 11 – úhrada zdravotní péče v oboru zubní lékařství;
- příloha č. 12 – seznam léčivých přípravků a zdravotnických prostředků hrazených podle bodu 1.4 části A přílohy č. 1;
- příloha č. 13 – úhrada jednodenní péče.

## Možnost smluvních odchylek od úhradové vyhlášky
Úhradová vyhláška se podle § 17 odst. 5 in fine zákona o veřejném zdravotním pojištění „použije, pokud se poskytovatel a zdravotní pojišťovna za podmínky dodržení zdravotně pojistného plánu zdravotní pojišťovny nedohodnou o způsobu úhrady, výši úhrady, výši záloh na úhradu hrazených služeb a regulačních omezeních jinak.“
Jinak řečeno, poskytovatel zdravotních služeb a zdravotní pojišťovna si mohou úhradu smluvně sjednat odchylně od úhradové vyhlášky. Typicky tak činí formou individuálního úhradového dodatku, tzn. dodatku ke smlouvě o poskytování a úhradě hrazených služeb, uzavřené mezi poskytovatelem a zdravotní pojišťovnou podle § 17 odst. 1 a 2 zákona o veřejném zdravotním pojištění. Tento dodatek je zdravotní pojišťovna povinna zveřejnit způsobem umožňujícím dálkový přístup (na svých internetových stránkách), vyjma údajů podléhajících právní ochraně.
Zdravotní pojišťovna a poskytovatel jsou v rámci tohoto ujednání vázáni podmínkou dodržení zdravotně pojistného plánu zdravotní pojišťovny. V této souvislosti lze podotknout, že je nežádoucí, aby jedinou možností dodržení zdravotně pojistného plánu bylo individuální sjednání nižších úhrad odchylně od úhradové vyhlášky postupem podle § 17 odst. 5 in fine zákona o veřejném zdravotním pojištění. Za celkový soulad požadavků úhradové vyhlášky a předpokladů zdravotně pojistných plánů odpovídá především Ministerstvo zdravotnictví, v rámci posouzení jejich souladu s právními předpisy a s veřejným zájmem. Zdravotní pojišťovny tudíž nemohou své zdravotně pojistné plány založit na předpokladu sjednání nižších úhrad, než by poskytovateli náležely podle úhradové vyhlášky, neboť naplnění takového předpokladu je mimo jejich dispoziční sféru.
Dohoda mezi poskytovatelem a zdravotní pojišťovnou o úhradě odlišné od úhradové vyhlášky je dvoustranná, individuální a uzavírá se mezi konkrétními smluvními partnery. Zdravotní pojišťovna se v žádném případě nemůže od úhradové vyhlášky odchýlit jednostranně, a to ani pokud by podle jejího názoru mohla aplikace vyhlášky vést k překročení zdravotně pojistného plánu, jelikož takový postup by vedl k nenaplnění práva pojištěnce na hrazené zdravotní služby ve smyslu čl. 31 Listiny základních práv a svobod a části páté zákona o veřejném zdravotním pojištění.
Ani za předpokladu dvoustranné dohody nemohou zdravotní pojišťovny při uzavírání individuálních úhradových dodatků postupovat libovolně, nýbrž každá odchylka od úhradové vyhlášky musí být objektivně zdůvodněna, např. za účelem motivace poskytovatelů k přesunu svého podnikání do některých regionů lokálním zvýšením nabízených úhrad (jelikož na tyto regionální odlišnosti nemůže úhradová vyhláška jakožto předpis s celostátní působností dostatečně efektivně a flexibilně reagovat).
Nezávisle na možnosti smluvního odchýlení se od její úpravy je podoba úhradové vyhlášky zcela klíčová, jelikož poskytuje silné vyjednávací postavení té straně, které ekonomicky svědčí, tedy buď poskytovateli, nebo zdravotní pojišťovně. Pokud má poskytovatel za to, že je pro něj režim úhradové vyhlášky výhodnější než dodatek nabízený zdravotní pojišťovnou, stačí dodatek nepodepsat. A naopak, pokud úhradová vyhláška svědčí zdravotní pojišťovně, má poskytovatel výraznou motivaci vyjednávat.

## Přezkum úhradových vyhlášek Ústavním soudem
Ústavní soud v minulosti několikrát přezkoumával soulad úhradové vyhlášky s ústavním pořádkem, tedy zejména s Ústavou a s Listinou základních práv a svobod, a to v řízení o zrušení jiného právního předpisu. Takové řízení lze zahájit jen na návrh, který může podat mj. skupina nejméně 25 poslanců nebo skupina nejméně 10 senátorů. Návrh na zrušení úhradové vyhlášky jakožto jiného právního předpisu může podat též jakákoliv fyzická či právnická osoba ve spojení s ústavní stížností, pokud má za to, že zásahem orgánu veřejné moci na základě úhradové vyhlášky bylo porušeno její ústavně zaručené základní právo nebo svoboda.
Byť Ústavní soud na základě těchto návrhů konkrétní úhradovou vyhlášku několikrát zrušil, jejich samotný mechanismus nezpochybnil a akceptoval tak podstatu a logiku § 17 odst. 5 zákona o veřejném zdravotním pojištění. Ústavní soud vždy pouze hodnotil, zda v konkrétním případě úhradová vyhláška nevyvolává protiústavní důsledky. Tento postoj Ústavní soud zrekapituloval a potvrdil kupříkladu ve svém nálezu ze dne 26. 4. 2022, sp. zn. Pl. ÚS 49/18 (bod 194 odůvodnění).
Nálezy Ústavního soudu týkající se úhradových vyhlášek jsou významnými prameny zdravotnického práva a dotvářejí zdravotnickoprávní regulaci. Vzhledem k tomu vymezuje judikatura Ústavního soudu zákonodárci, tedy Ministerstvu zdravotnictví, pomyslné mantinely pro tvorbu úhradových vyhlášek i do budoucna, které by měly být respektovány.
Ústavní soud ve svých klíčových nálezech kupříkladu konstatoval:
- „Ačkoliv z práva podnikat a provozovat jinou hospodářskou činnost  [čl. 26 odst. 1 Listiny základních práv a svobod] neplyne právo na zisk, stát je povinen vytvářet takové podmínky, které umožní jednotlivcům usilovat o jeho dosažení. Tento závěr se v plné míře uplatní i ve specifických poměrech podnikání v oblasti poskytování zdravotní péče, kde jsou v některých odbornostech hrazeny zdravotní výkony převážně nebo dokonce výlučně z veřejného zdravotního pojištění. Důsledkem jsou tak požadavky ve vztahu k regulaci úhrad za poskytnuté výkony, které by při normálním běhu věcí, odhlédnuv od případných rizik přirozeně spojených s podnikáním, měly umožňovat (nikoliv zajišťovat) víc než jen pokrytí nákladů poskytovaných služeb. Z hlediska práva na podnikání by naopak byla nepřijatelná taková úprava, která by tyto náklady, byť jen částečně, systémově přenášela na poskytovatele.“;[41]
- „Úhradová vyhláška by se proto dotýkala podstaty a smyslu práva podnikat [čl. 26 odst. 1 Listiny základních práv a svobod], jestliže by na jejím základě stanovená výše úhrad byla s ohledem na rozsah poskytnutých hrazených služeb natolik nízká, že by fakticky – bez jakékoliv jiné kompenzace – přenášela náklady bezplatně poskytované zdravotní péče, které by měly být hrazeny z veřejného zdravotního pojištění, na jednotlivé poskytovatele, a z tohoto důvodu by jim znemožňovala dosažení alespoň přiměřeného zisku. … Zbývá dodat, že dotčení podstaty a smyslu základního práva ještě neznamená i jeho porušení, a to ani v případě, že by v určité oblasti byla možnost podnikání zásadním způsobem omezena nebo dokonce vyloučena. Takovýto zásah by však bylo třeba, jak bylo uvedeno výše, posuzovat mnohem přísněji jak z hlediska jeho potřebnosti, tak z hlediska intenzity zájmu na dosažení jeho cíle.“;[42]
- „Ústřední zásadu uvedeného zmocnění [zmocnění k vydání úhradové vyhlášky v § 17 odst. 5 zákona o veřejném zdravotním pojištění] je třeba spatřovat v zákonodárcem zakotvené prioritě dohody, která má být výsledkem dohodovacího řízení. S ohledem na tento preferovaný́ účel je nutno vykládat i další podmínky a náležitosti dohodovacího řízení, resp. interpretovat samotnou zmocňovací normu.“;[43]
- „Nelze dle Ústavního soudu předmětné ustanovení § 17 odst. 5 zákona o veřejném zdravotním pojištění považovat za jasné, srozumitelné a pro dotčené subjekty předvídatelné zmocnění, opravňující Ministerstvo zdravotnictví úhradovou vyhláškou regulovat rovněž úhradu zdravotních služeb poskytovaných zařízeními pobytových sociálních služeb (ve smyslu ustanovení § 22 písm. e) zákona o veřejném zdravotním pojištění). Jakkoliv se Ústavnímu soudu jeví do značné míry racionální důvody, jimiž Ministerstvo zdravotnictví odůvodňuje svůj postup, nemůže tak činit mimo meze zákonného zmocnění, a tedy v rozporu s čl. 79 odst. 3 Ústavy, omezující příslušné orgány veřejné moci v rámci normotvorné pravomoci před nežádoucí (v rozporu s čl. 2 odst. 1 Ústavy) ingerencí do oblasti moci zákonodárné.“;[44]
- „Ústavní soud může velmi obtížně suplovat neexistující politickou dohodu zainteresovaných subjektů, resp. politickou vůli Ministerstva zdravotnictví tím, že povýší konkrétní způsob výpočtu úhrad pro dílčí segment zdravotní péče na ústavní princip, čímž odebere možnost zákonodárci či exekutivě o financování v tomto segmentu rozhodovat. Sám technický způsob výpočtu úhrad pro určitý segment zdravotní péče, samotná výše hodnoty bodu či případné limity úhrad nemají samy o sobě ústavní rozměr. Ten může být dát až konkrétní výší částky, kterou je péče hrazena, ať už je tato částka vymezena prováděcím předpisem (úhradovou vyhláškou), nebo stanovena soudem analogickým použitím pravidel v úhradové vyhlášce stanovených. Ústavní hranici, která by připouštěla v posuzovaném případě derogační zásah Ústavního soudu, netvoří samotný technický způsob určení ceny plnění, resp. způsob, jak k ceně plnění obecné soudy dospěly, nýbrž až případný výsledek tohoto určení ceny posuzovaný v kontextu a podmínkách konkrétního případu. Referenčním kritériem pro posouzení ústavnosti či protiústavnosti výše ceny plnění bude čl. 26 odst. 1 Listiny.“.[45]